# Aspangberg-St. Peter
Aspangberg-St. Peter é um município da Áustria localizado no distrito de Neunkirchen, no estado de Baixa Áustria.